# Długosz królewski
Długosz królewski (Osmunda regalis L.) – gatunek wieloletniej paproci o zasięgu kosmopolitycznym. W Europie występuje przede wszystkim w części zachodniej. W Polsce bardzo rzadki na niżu, w górach nie występuje. Preferuje obszary o wpływach klimatu morskiego z łagodnie przebiegającą zimą.

## Morfologia

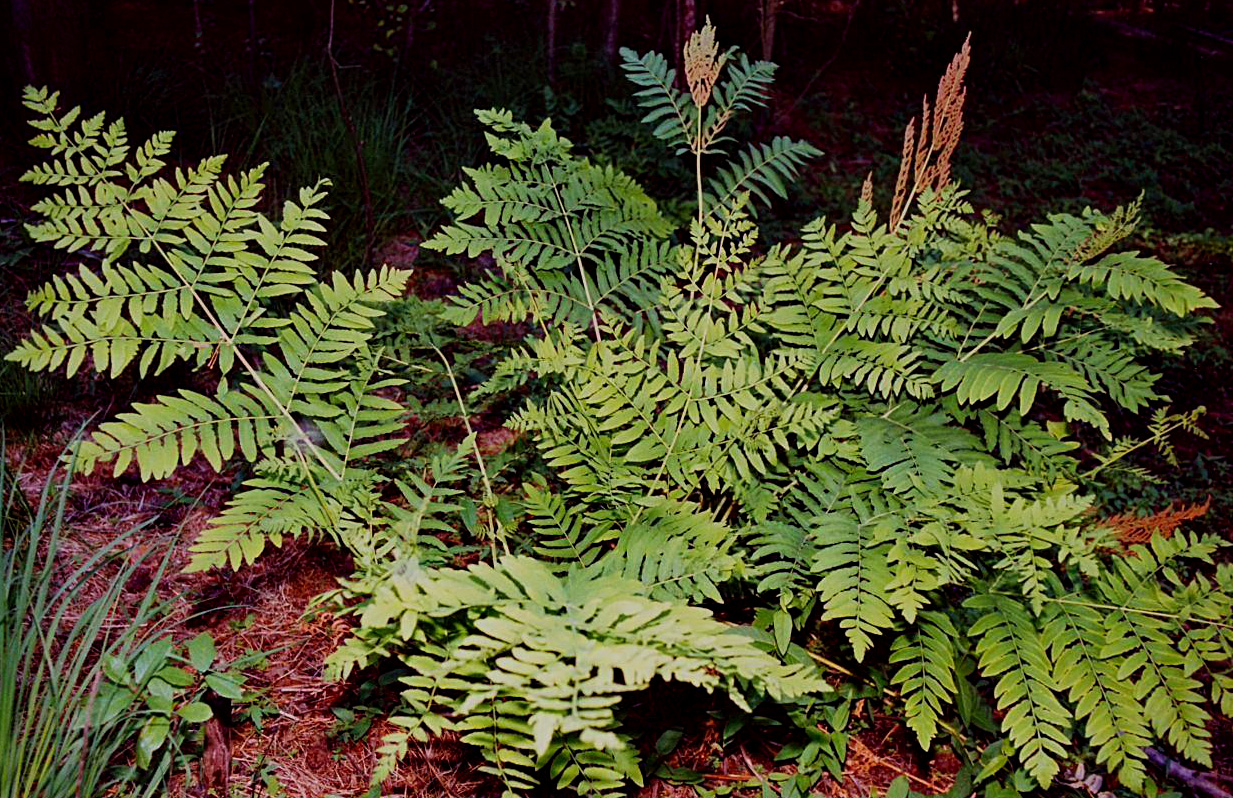
Długosz królewski

PokrójWysokość 50–160 cm, roślina z podziemnym, rozgałęzionym kłączem, z którego co roku wyrasta wiele pionowo rozwiniętych liści.
LiściePo rozwinięciu są nagie, skórzaste, cienkie i prześwitujące. Blaszka liściowa jest owalna lub podłużnie jajowata. Poza liśćmi asymilacyjnymi wykształcają się też liście podzielone na część asymilującą i część służącą rozmnażaniu. Dolna, asymilacyjna część podwójniepierzastych liści ma podłużne, zielone listki z zaokrąglonym szczytem, brzegiem falisto karbowane. Odcinki górnej części niektórych liści są przekształcone w sporofilostany. W dojrzałym stadium taka górna część liścia przybiera barwę rdzawobrunatną. Liście długosza królewskiego mogą osiągnąć dwa metry długości.
ZarodnikiZielone, nie znoszą długotrwałego wysychania czy niekorzystnych warunków otoczenia. Dojrzewają od czerwca do lipca i szybko kiełkują.

## Biologia i ekologia
Rośnie w olsach, zaroślach wierzbowych, na torfowiskach, w podmokłych, cienistych lasach, na brzegach wód i rowów nawadniających. Wymaga podłoża kwaśnego, gleby wilgotnej (jest wskaźnikiem wilgotnego podłoża), torfiasto-próchnicznej lub piaszczysto-gliniastej. Rośnie w miejscach półcienistych. Gatunek charakterystyczny klasy Alnetea glutinosae i zespołu Myrico-Salicetum auritae.
Na korzeniach długosza królewskiego rozwija się grzyb grzybówka długoszowa (Mycena alphitophora).

## Zagrożenia i ochrona
Roślina objęta w Polsce ścisłą ochroną gatunkową od 1946 roku.
Roślina umieszczona na czerwonej liście roślin i grzybów Polski (2006, 2016) w grupie gatunków narażonych na wyginięcie (kategoria zagrożenia VU).
W Polsce stanowiska długosza królewskiego chronione są m.in. w rezerwatach przyrody: Baszków, Długosz Królewski w Łęczynie, Długosz Królewski w Węglewicach, Długosz Królewski w Wierzchucinie, Zabłocie (Kotlina Sandomierska), Brzeziny, Długosz Królewski w Puszczy Niepołomickiej, Długosz Królewski w Roztoczańskim Parku Narodowym.

## Nazewnictwo
Pochodzenie naukowej nazwy długosza Osmunda nie jest jasne. Prawdopodobnie pochodzi ona z nazewnictwa ludowego, być może od saksońskiego imienia Thor (=Osmund, Osmunder). Nazwa ta oznaczałaby więc roślinę poświęconą Thorowi.

## Zastosowanie
Gatunek bywa uprawiany jako roślina ozdobna.

## Uprawa
Długosz królewski uprawiany jest na glebie murszowatej i torfiastej.